# Mousseaux-sur-Seine
Pour les articles homonymes, voir Mousseaux.
Mousseaux-sur-Seine est une commune du département des Yvelines, dans la région Île-de-France, en France.
Ses habitants sont appelés les Moussois et les Moussoises 

## Géographie

Localisation de Mousseaux-sur-Seine dans les Yvelines.

Mousseaux-sur-Seine est une commune riveraine de la Seine, située à 14 km à l’ouest de Mantes-la-Jolie et à 6 km à l’est de Bonnières-sur-Seine, sur la rive gauche, dans la boucle de Moisson. Elle est limitrophe de Freneuse et Méricourt à l’ouest, de Moisson au nord. À l’est, elle est séparée par la Seine de Saint-Martin-la-Garenne.
Le bourg est implanté au bord du fleuve le long d’une falaise calcaire dans laquelle ont été creusées de nombreuses caves, les « boves », qui servirent autrefois d’habitations.

### Hydrographie
- La Seine borde la commune au sud-est.
- Sablière des Boucles de la Seine Moisson-Mousseaux.

### Transports en commun
La commune est desservie par le réseau de bus du Mantois.

### Occupation des solssimplifiée
Le territoire de la commune se compose en 2017 de 88,49 % d'espaces agricoles, forestiers et naturels, 5,06 % d'espaces ouverts artificialisés et 6,45 % d'espaces construits artificialisés.

### Climat
Pour des articles plus généraux, voir Climat de l'Île-de-France et Climat des Yvelines.
En 2010, le climat de la commune est de type climat océanique dégradé des plaines du Centre et du Nord, selon une étude du CNRS s'appuyant sur une série de données couvrant la période 1971-2000. En 2020, Météo-France publie une typologie des climats de la France métropolitaine dans laquelle la commune est exposée à un climat océanique et est dans la région climatique Sud-ouest du bassin Parisien, caractérisée par une faible pluviométrie, notamment au printemps (120 à 150 mm) et un hiver froid (3,5 °C).
Pour la période 1971-2000, la température annuelle moyenne est de 11,1 °C, avec une amplitude thermique annuelle de 14,6 °C. Le cumul annuel moyen de précipitations est de 692 mm, avec 11,1 jours de précipitations en janvier et 7,9 jours en juillet. Pour la période 1991-2020, la température moyenne annuelle observée sur la station météorologique la plus proche, située sur la commune de Magnanville à 9 km à vol d'oiseau, est de 11,6 °C et le cumul annuel moyen de précipitations est de 641,5 mm,. Pour l'avenir, les paramètres climatiques de la commune estimés pour 2050 selon différents scénarios d'émission de gaz à effet de serre sont consultables sur un site dédié publié par Météo-France en novembre 2022.

## Urbanisme

### Typologie
Au 1er janvier 2024, Mousseaux-sur-Seine est catégorisée commune rurale à habitat dispersé, selon la nouvelle grille communale de densité à sept niveaux définie par l'Insee en 2022.
Elle appartient à l'unité urbaine de Bonnières-sur-Seine, une agglomération intra-départementale regroupant sept  communes, dont elle est une commune de la banlieue,,. Par ailleurs la commune fait partie de l'aire d'attraction de Paris, dont elle est une commune de la couronne,. Cette aire regroupe 1 929 communes,.

## Toponymie
Le nom de la localité est attesté sous la forme de Moncellis en 1205.
Mousseaux est une variante du toponyme Monceaux (comme Monceaux, Oise), forme au pluriel du nom commun d'ancien français moncel > monceau au sens de « petit mont » ou « colline ».
La Seine borde la commune au sud-est.

## Histoire
Dans les registres d'état civil, on relève les formes suivantes :
- 1609 : Mousiaulx les Boves
- 1638 : Monciaux
- 1676 : Monceaux
- 1680 : Saint Léger de Monceaux
- 1740 : Mousseaux les Boves

Mousseaux en ancien français signifie « troglodytes Le village de Mousseaux est un haut-lieu souterrain de la région. Creusé tout au long de la « falaise blanche », il possède des trésors d'architecture creusée. Les habitants des troglodytes étaient surnommés « les mousseaux ».
Ce territoire était déjà habité à l’époque néolithique. On y a retrouvé de nombreuses armes en silex taillé.
L'histoire de Mousseaux-sur-Seine, à l'époque féodale, est étroitement liée à celle de La Roche-Guyon, résidence du seigneur. Lors des invasions normandes de nombreux châteaux féodaux se construisirent sur les bords de la Seine, afin d'échapper aux hordes de pillards qui ravageaient la France. Le donjon, inexpugnable de La Roche-Guyon donnait asile aux rares populations des environs.
Pendant la guerre de Cent Ans, la région se trouve sous domination anglaise.
Le village eut jusqu’à la fin du XVIIIe siècle une production viticole importante, dont il reste, encore visible, un pressoir ancien.
En 1866, la commune est inondée.
Pendant la guerre franco-allemande de 1870, la commune est occupée par un train d'équipage allemand à partir du 8 février 1871.
En 2003, Mousseaux-sur-Seine choisit d’adhérer à la communauté d’agglomération de Mantes en Yvelines, plutôt qu’à la communauté de communes des Portes de l’Île-de-France centrée sur Bonnières-sur-Seine.

## Politique et administration

### Liste des maires
| Période                                  | Période  | Identité            | Étiquette | Qualité     |
| ---------------------------------------- | -------- | ------------------- | --------- | ----------- |
| Les données manquantes sont à compléter. |          |                     |           |             |
| 1789                                     | ?        | Jean-François Hotto |           |             |
|                                          |          |                     |           |             |
| mars 2001                                | En cours | Gérard Ours         | DVD       | agriculteur |

### Instances administratives et judiciaires
La commune de Mousseaux-sur-Seine appartient au canton de Bonnières-sur-Seine et est rattachée à la communauté urbaine Grand Paris Seine et Oise.
Sur le plan électoral, la commune est rattachée à la neuvième circonscription des Yvelines, circonscription à dominante rurale du nord-ouest des Yvelines.
Sur le plan judiciaire, Mousseaux-sur-Seine fait partie de la juridiction d’instance de Mantes-la-Jolie et, comme toutes les communes des Yvelines, dépend du tribunal de grande instance ainsi que de tribunal de commerce sis à Versailles,.

## Population et société

### Démographie

#### Évolution démographique
L'évolution du nombre d'habitants est connue à travers les recensements de la population effectués dans la commune depuis 1793. Pour les communes de moins de 10 000 habitants, une enquête de recensement portant sur toute la population est réalisée tous les cinq ans, les populations de référence des années intermédiaires étant quant à elles estimées par interpolation ou extrapolation. Pour la commune, le premier recensement exhaustif entrant dans le cadre du nouveau dispositif a été réalisé en 2004.

En 2022, la commune comptait 680 habitants, en évolution de −1,02 % par rapport à 2016 (Yvelines : +2,72 %, France hors Mayotte : +2,11 %).
| 1793 | 1800 | 1806 | 1821 | 1831 | 1836 | 1841 | 1846 | 1851 |
| ---- | ---- | ---- | ---- | ---- | ---- | ---- | ---- | ---- |
| 631  | 627  | 593  | 568  | 515  | 462  | 426  | 407  | 356  |

| 1856 | 1861 | 1866 | 1872 | 1876 | 1881 | 1886 | 1891 | 1896 |
| ---- | ---- | ---- | ---- | ---- | ---- | ---- | ---- | ---- |
| 321  | 281  | 259  | 230  | 230  | 232  | 233  | 211  | 188  |

| 1901 | 1906 | 1911 | 1921 | 1926 | 1931 | 1936 | 1946 | 1954 |
| ---- | ---- | ---- | ---- | ---- | ---- | ---- | ---- | ---- |
| 168  | 170  | 181  | 151  | 141  | 136  | 198  | 185  | 172  |

| 1962 | 1968 | 1975 | 1982 | 1990 | 1999 | 2004 | 2006 | 2009 |
| ---- | ---- | ---- | ---- | ---- | ---- | ---- | ---- | ---- |
| 180  | 191  | 289  | 415  | 494  | 558  | 609  | 606  | 617  |

| 2014 | 2019 | 2022 | - | - | - | - | - | - |
| ---- | ---- | ---- | - | - | - | - | - | - |
| 676  | 679  | 680  | - | - | - | - | - | - |

#### Pyramide des âges
En 2018, le taux de personnes d'un âge inférieur à 30 ans s'élève à 34,2 %, soit en dessous de la moyenne départementale (38, %). À l'inverse, le taux de personnes d'âge supérieur à 60 ans est de 25,1 % la même année, alors qu'il est de 21,7 % au niveau départemental.
En 2018, la commune comptait 328 hommes pour 352 femmes, soit un taux de 51,76 % de femmes, légèrement supérieur au taux départemental (51,32 %).
Les pyramides des âges de la commune et du département s'établissent comme suit.
| Hommes | Classe d’âge | Femmes |
| ------ | ------------ | ------ |
| 0,0    | 90 ou +      | 0,6    |
| 6,1    | 75-89 ans    | 8,5    |
| 17,4   | 60-74 ans    | 17,4   |
| 25,3   | 45-59 ans    | 21,9   |
| 16,2   | 30-44 ans    | 18,2   |
| 13,4   | 15-29 ans    | 15,1   |
| 21,6   | 0-14 ans     | 18,2   |

| Hommes | Classe d’âge | Femmes |
| ------ | ------------ | ------ |
| 0,6    | 90 ou +      | 1,4    |
| 6      | 75-89 ans    | 7,8    |
| 13,5   | 60-74 ans    | 14,8   |
| 20,7   | 45-59 ans    | 20,1   |
| 19,6   | 30-44 ans    | 19,9   |
| 18,5   | 15-29 ans    | 16,8   |
| 21,2   | 0-14 ans     | 19,2   |

## Économie
- Exploitation de sablières.

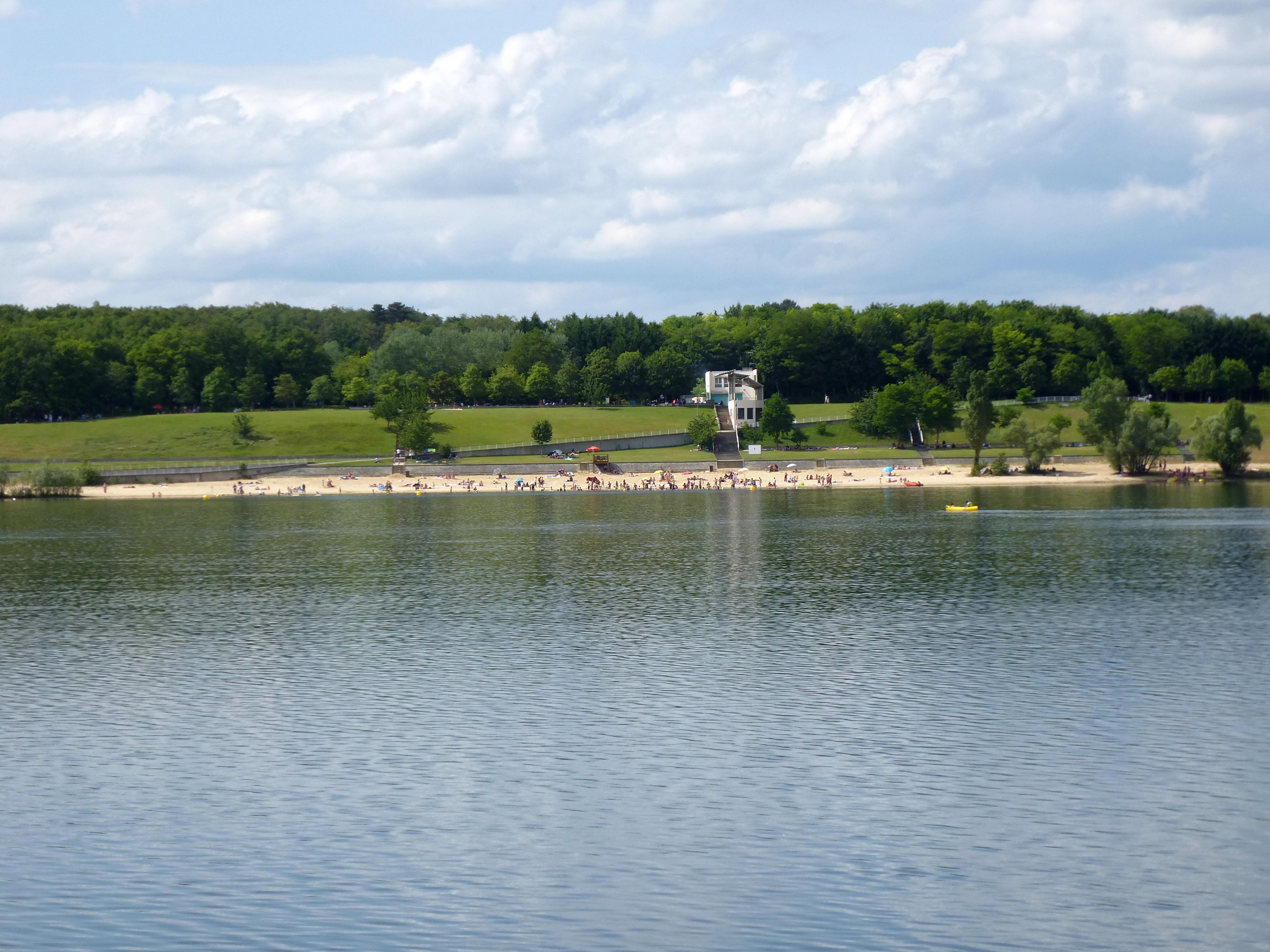
La base de plein air et de loisirs.

- La base de plein air et de loisirs des Boucles de Seine[24] installée autour d'un plan d'eau de 120 hectares créé dans d'anciennes sablières reconverties.

Elle s'étend aussi sur la commune voisine de Moisson.
Cette base offre la possibilité de pratiquer les sports nautiques, mais comprend aussi, entre autres, un golf à 18 trous et des aires pour pratiquer le VTT.

## Culture locale et patrimoine

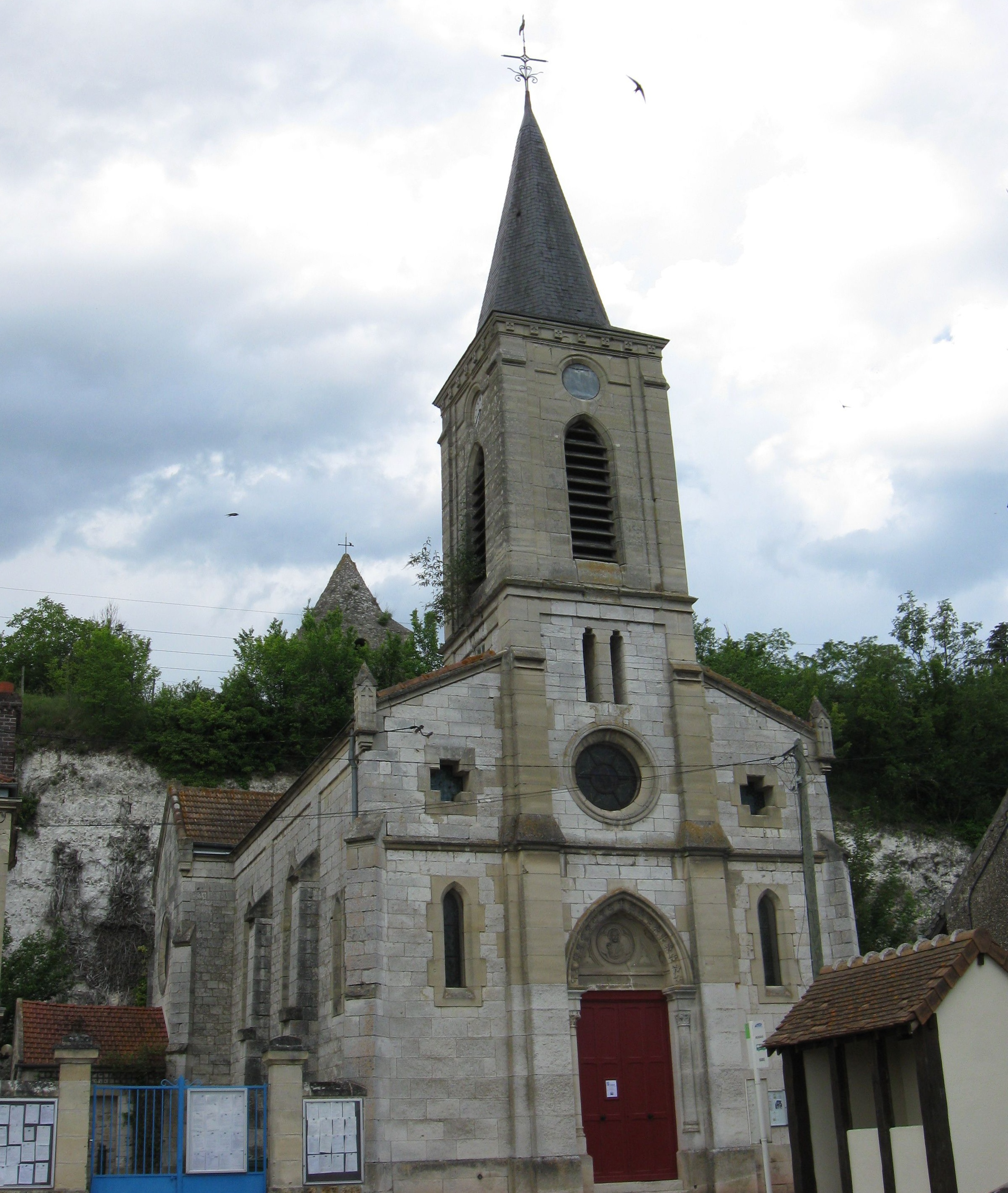
L'église Saint-Léger.

### Lieux et monuments
- Église Saint-Léger : église en pierre calcaire de style néogothique datant de 1875. Elle remplace une ancienne église troglodytique datant de 1749, dont seul le clocher carré surmonté d’un toit conique en pierre émerge du sol.
- Pressoir à vin : conservé dans une  « bove », excavation creusée dans la falaise calcaire, ce pressoir en bois date du XVIIIe siècle.
- Atelier de peinture : Martine Darcel, peintre reconnue [réf. nécessaire], réalise une exposition de ses plus belles œuvres dans le hall de la mairie de Mousseaux-sur-Seine.
- Cimetière communal, où est enterré l'ingénieur Louis Béchereau.

### Patrimoine naturel
Une réserve naturelle régionale est créée sur les communes de Moisson et Mousseaux-sur-Seine en 2009.
Les plans d'eau en bordure de Seine constituent aussi un lieu d'hivernage de nombreuses espèces d'oiseaux aquatiques.